# Piacere, sono un po' incinta
(Tagline del film)
Piacere, sono un po' incinta (The Back-Up Plan) è un film del 2010, diretto da Alan Poul e interpretato da Jennifer Lopez e Alex O'Loughlin.
Con un costo di produzione di 35 milioni di dollari, il film complessivamente (incluse le vendite di DVD) ha incassato 90 milioni di dollari di cui 1.481.000 € in Italia.

## Trama
Zoe, un'avvenente donna newyorkese che gestisce un negozio di animali, è fortemente motivata a diventare madre. Dopo tante relazioni finite male capisce che aspettare l'uomo giusto richiede troppo tempo. Decide quindi di prendere un appuntamento per sottoporsi all'inseminazione artificiale, utilizzando lo sperma di un uomo con i capelli rossi e le lentiggini, nonostante i suoi amici pensino sia una pessima idea.
Lo stesso giorno Zoe conosce su un taxi Stan, un attraente ragazzo più giovane di lei. I due litigano per il taxi e non sembrano andare molto d'accordo all'inizio, nonostante Stan dimostri un certo interesse per la donna matura. Intanto Zoe entra in un gruppo di sostegno per donne che hanno deciso di avere figli da sole, incontrando una strana atmosfera, alle quali espone comunque la sua esperienza. Successivamente, mentre si trova assieme all'amica Mona al mercato biologico, incontra nuovamente Stan, il quale possedendo una fattoria si sostiene vendendo formaggi e fa anche la conoscenza di Olivia, che Zoe crede essere la sua ragazza.
La sera stessa, al negozio di animali, si svolge una conferenza su come comportarsi con i cani. Stan si fa ancora vivo e convince Zoe a prendere qualcosa da mangiare insieme. I due parlano delle loro vite; si scopre che i genitori di Zoe sono morti quando lei era ancora giovane e che le è rimasta solo la nonna, da qui il suo desiderio di avere dei figli, in modo da non rimanere sola al mondo quando sua nonna passerà a miglior vita. Stan rivela di avere avuto una relazione con una ragazza svedese alquanto avvezza ai tradimenti. I due cominciano a parlare quindi più dettagliatamente delle loro passate esperienze amorose e anche Zoe comincia a interessarsi a Stan. Mentre i due stanno per baciarsi il cellulare di Stan li interrompe, così il giovane la invita nuovamente a cena. La sera dell'appuntamento Stan arriva a casa di Zoe proprio mentre lei sta effettuando un test di gravidanza, ma il suo cane manda all'aria tutto. I due escono e Stan la porta in un posto molto romantico, dove hanno buffi incidenti a tavola. Dopo averla accompagnata a casa i due si baciano.
A fine serata Zoe scopre dal test di essere incinta, così ne parla con la nonna che le suggerisce di stare molto attenta, perché Stan potrebbe decidere di non volerla più vedere. Intanto Zoe accetta l'invito di Stan di andare alla sua fattoria e cerca di dirgli la verità, ma i due finiscono per fare l'amore.
Dopo avergli rivelato la verità però Stan se la prende con lei per non averglielo detto subito, non sentendosi pronto per una tale responsabilità. Non appena Zoe accenna a Olivia Stan ammette di averle tenuto nascosto allo stesso modo un suo importante segreto: sta cercando di prendere il diploma e Olivia è la sua compagna di studi. Alla fine il ragazzo decide comunque di fare parte della sua vita. Zoe va a un controllo medico insieme a Stan e scopre di aspettare due gemelli. Questo sconvolge ancora di più il ragazzo, che al parco incontra un papà che gli parla delle problematiche relative al crescere dei figli e della relazione con la moglie.
Zoe intanto va al gruppo di sostegno delle madri single, ma il fatto che lei abbia conosciuto un uomo può compromettere la sua permanenza nel gruppo. Stan ritorna da Zoe, ma nascono nuovi dubbi, perché mantenere due gemelli a scuola è costoso ed essendo ancora uno studente risulterebbe difficile. Nonostante tutto, però, lascia lo studio e decide di rimanere con Zoe, di cui si è innamorato e di fare da padre ai bambini che nasceranno. I due vanno poi ad assistere al parto di Lori, un membro del gruppo, che avviene in casa e che comporta una serie di strani rituali. Alla fine la donna partorisce, ma i metodi utilizzati sconvolgono Zoe e Stan. I due incontrano Olivia, la quale, notando che Zoe è incinta, pensa che questo abbia qualcosa a che fare con la decisione di Stan di lasciare gli studi. Stan, ancora scosso dal parto di Lori, si affretta a specificare che i figli non sono suoi. Questa frase delude molto Zoe, che è stanca e triste per suoi continui ripensamenti. I due quindi si separano temporaneamente.
Nel frattempo la nonna decide di sposarsi, dopo più di venti anni, con il suo compagno. Durante i festeggiamenti a Zoe si rompono le acque. A quel punto Stan, ancora innamorato di Zoe, va con lei all'ospedale, dove Zoe riesce a dare alla luce due bambine con i capelli rossi. Una volta a casa Stan fa addormentare le gemelle e Zoe è contenta di avere costituito la famiglia che ha sempre sognato. Stan chiede poi a Zoe di sposarlo. Zoe ha quindi un attacco di nausea e scopre di essere nuovamente incinta, stavolta di Stan.

## Curiosità
Nel film l'addestratore di cani che tiene la lezione nel negozio di Zoe è César Millán, noto addestratore nel reality show Dog Whisperer - Uno psicologo da cani.
Ultimo film, uscito per l'appunto nel 2010, nel quale ha recitato Thomas Edward Bosley (Chicago, 1º ottobre 1927 – Rancho Mirage, 19 ottobre 2010)  ai più noto come Howard Cunningham in Happy Days. 

## Colonna sonora e la partitura
La colonna sonora e il punteggio sono stati pubblicati il 26 marzo 2010 su iTunes. Sono disponibili su Amazon.com dal 13 aprile 2010. La colonna sonora ha vari artisti, mentre la partitura è stata composta interamente da Stephen Trask.
Colonna sonora
1. (What Is) Love? – Jennifer Lopez (presente anche nell'album Love?)
2. Say Hey (I Love You) – Michael Franti & Speerhead
3. Fallin' for You – Colbie Caillat
4. Disco Lies – Moby
5. A Beautiful Day – Indie.Arie
6. Key To My Heart – Jessica Jarrell
7. Crabbuckit – K-os
8. Bottles- VV Brown
9. You Me & The Bourgeoisie- The Submarines
10. Let's Finish (Sinden Remix) – Kudu
11. Day Dream– Stephen Trask

Bonus tracks
1. "She Drives Me Crazy" – Raney Shockne f/Barbara Perry
2. "What A Wonderful World" – Raney Shockne f/Barbara Perry

Partitura
La partitura è stata composta da Stephen Trask.
1. Daydream – 2:25
2. The Back Up Plan – 1:05
3. Now What? – 1:04
4. That Guy – 0:43
5. Show Me Your Cheese – 0:24
6. Goodbye for Now – 0:22
7. Another Penny Drops – 1:28
8. Pregnancy Test – 1:31
9. Community Garden – 1:40
10. A Serious Question – 0:43
11. Fire – 0:40
12. First Kiss – 1:01
13. Test Results – 0:13
14. Shadybrook – 0:38
15. Mirror, Mirror – 1:02
16. Yummy, Yummy – 1:05
17. Cheese Muse – 1:15

1. Orgasm – 1:01
2. Telling the Truth – 1:46
3. Not Leaving Leaving – 0:33
4. Dejected – 0:24
5. Here We Go – 0:35
6. Studies – 0:19
7. Chicken In Your Hair – 0:39
8. Pancake Prelude – 0:28
9. Are You Still In There? – 2:56
10. Wall of Strollers / Examination – 1:48
11. Pictures of Mom – 1:32
12. Just Go – 2:40
13. I Wanted a Baby – 1:03
14. Old Dogs-New Tricks – 0:43
15. Baby Time – 0:43
16. And Now, for the Exciting Conclusion Of – 4:49
17. Proposal – 1:13